# Mo Mowlam
Marjorie Mowlam (ur. 18 września 1949 w Watford, zm. 19 sierpnia 2005 w Canterbury) – brytyjska polityk związana z Partią Pracy. Była ministrem ds. Irlandii Północnej, kiedy podpisywano porozumienie wielkopiątkowe.

## Życiorys
Urodziła się w Watford, ale dorastała w Coventry. Wykształcenie odebrała w Chiswick Girls' Grammar School w zachodnim Londynie, w Coundon Court School w Coventry oraz w Trevelyan College na uniwersytecie w Durham, gdzie studiowała socjologię i antropologię. Na pierwszym roku studiów wstąpiła do Partii Pracy. Następnie pracowała dla laburzystowskiego deputowanego Tony’ego Benna w Londynie oraz dla pisarza Alvina Tofflera w Nowym Jorku. Podczas pobytu w Stanach ukończyła nauki polityczne na uniwersytecie Iowa.
Następnie wykładała nauki polityczne na uniwersytecie Wisconsin-Milwaukee w latach 1975–1977 oraz na uniwersytecie stanowym Florydy przed powrotem do Wielkiej Brytanii w 1979 r. Po powrocie rozpoczęła pracę na uniwersytecie w Newcastle upon Tyne. W 1981 r. zorganizowała cykl wykładów poświęconych rozbrojeniu nuklearnemu. W 1987 r. została wybrana do Izby Gmin w okręgu Redcar. Jej wcześniejsza próba dostania się do parlamentu podjęta w 1983 r. zakończyła się porażką.
Wkrótce po wyborze Mowlam została mówczynią opozycji ds. Irlandii Północnej. Za czasów Johna Smitha była ministrem ds. dziedzictwa narodowego w gabinecie cieni. Na tym stanowisku wywołała kontrowersje domagając się wyburzenia Pałacu Buckingham (co rozdrażniło monarchistów) i wybudowania na jego miejsce nowoczesnego obiektu finansowanego ze środków publicznych (co z kolei rozdrażniło republikanów). W 1994 r. została ministrem ds. Irlandii Północnej w gabinecie cieni Tony’ego Blaira. Wcześniej razem z Peterem Kilfoyle'em prowadziła kampanię wyborczą Blaira na lidera laburzystów.
Po zwycięstwie laburzystów w wyborach 1997 r. Mowlam została ministrem ds. Irlandii Północnej. Była pierwszą i jak do tej pory jedyną kobietą na tym stanowisku. Była zaangażowana w proces pokojowy w Irlandii Północnej i była jednym z architektów porozumienia wielkopiątkowego z 1998 r. Jednak z powodu kiepskich stosunków Mowlam z ulsterskimi unionistami jej rolę w negocjacjach przejął premier Blair. Właśnie pogarszające się stosunki pani minister z unionistami spowodowały w październiku 1999 r. usunięcie Mowlam z Northern Ireland Office.
Mowlam otrzymała wówczas mniej znaczące stanowisko ministra Urzędu Gabinetu oraz Kanclerza Księstwa Lancaster. Prowadziła rządową kampanię przeciw narkotykom. 4 września 2000 r. ogłosiła, że nie zamierza kandydować w przyszłorocznych wyborach parlamentarnych. Po odejściu z Izby Gmin stała się krytykiem licznych poczynań rządu, np. wysłania wojsk do Iraku. Pracowała również w magazynie "Zoo" oraz założyła fundację MoMo Helps zajmującą się narkomanami. W 2002 r. ukazały się jej polityczne wspomnienia zatytułowane Momentum.
Na pięć miesięcy przed wyborami 1997 r. u Mowlam zdiagnozowano nowotwór mózgu. W sierpniu 2005 r. trafiła do szpitala King's College Hospital w Londynie. 12 sierpnia przewiezioną ją do Pilgrims Hospice w Canterbury. Zmarła tam 19 sierpnia.
Miała męża, Jona Nortona, oraz dwoje przybranych dzieci.